# بني علوان (حريب القرامش)

تعديل مصدري - تعديل

بني علوان هي إحدى قرى عزلة بني عمرو بمديرية حريب القرامش التابعة لمحافظة مأرب، بلغ تعداد سكانها 504 نسمة حسب تعداد اليمن لعام 2004.